# Srednekolimsk
Srednekolimsk (en ruso: Среднеколы́мск, en yakuto: Орто Халыма) es una ciudad de Rusia, perteneciente a la república de Saja. Está situada a 1485 kilómetros al nordeste de Yakutsk, en la orilla izquierda del río Kolima. Su población en el año 2010 era de 3525 habitantes.
La ciudad se fundó en el año 1644 y consiguió el reconocimiento de ciudad en el año 1775.

## Historia
Cuando los rusos llegaron en la década de 1640 construyeron tres fuertes en el Kolima: Nizhnekolymsk, Srednekolymsk y Verkhnekolymsk (inferior, medio y superior Kolima). Llevaba un viaje en trineo de cerca de tres días de diferencia: Nizhnekolymsk estaba en el delta, cerca de la ruta a Anadyrsk; Srednekolymsk estaba en la cabeza de la navegación marítima en koch, en un país forestado bueno para la captura de pieles y en la ruta por tierra al río Indigirka; Verkhnekolymsk era más pequeño y estaba río arriba. La primera ostrog (‘fortaleza’) fue fundada por Mikhail Stadukhin en 1643. Algunos dicen que está era Nizhnekolymsk, pero Fisher cree que la fortaleza original era Srednekolymsk y que el principal centro ruso se trasladó a Nizhnekolymsk en 1655 cuando la ruta al Anadyrsk se volvió más importante.
En algún momento el nombre fue Yarmanka, de la palabra rusa para «feria», en referencia a las reuniones anuales de los habitantes indígenas de la zona aquí en primavera. El asentamiento creció durante el siguiente siglo, y en 1775 se le dio la categoría de ciudad y su actual nombre (que significa ‘la ciudad en el centro Kolyma’). La ciudad fue un destino para los exiliados políticos durante la era del Imperio ruso.